# Бій біля Сталлупенена
Бій біля Сталлупенена (17 серпня 1914) — перший бій російської армії в ході Східно-Прусської операції проти військ німецької армії на Східному фронті Першої світової війни. Попри 5-ти кратній перевазі в силах (84 000 російських військовиків проти 16 000 німецьких), російська армія зазнала поразки, проте продовжила подальший наступ, а німецькі війська відступили від Сталлупенена до Гумбіннена.